# Ewing E. Booth

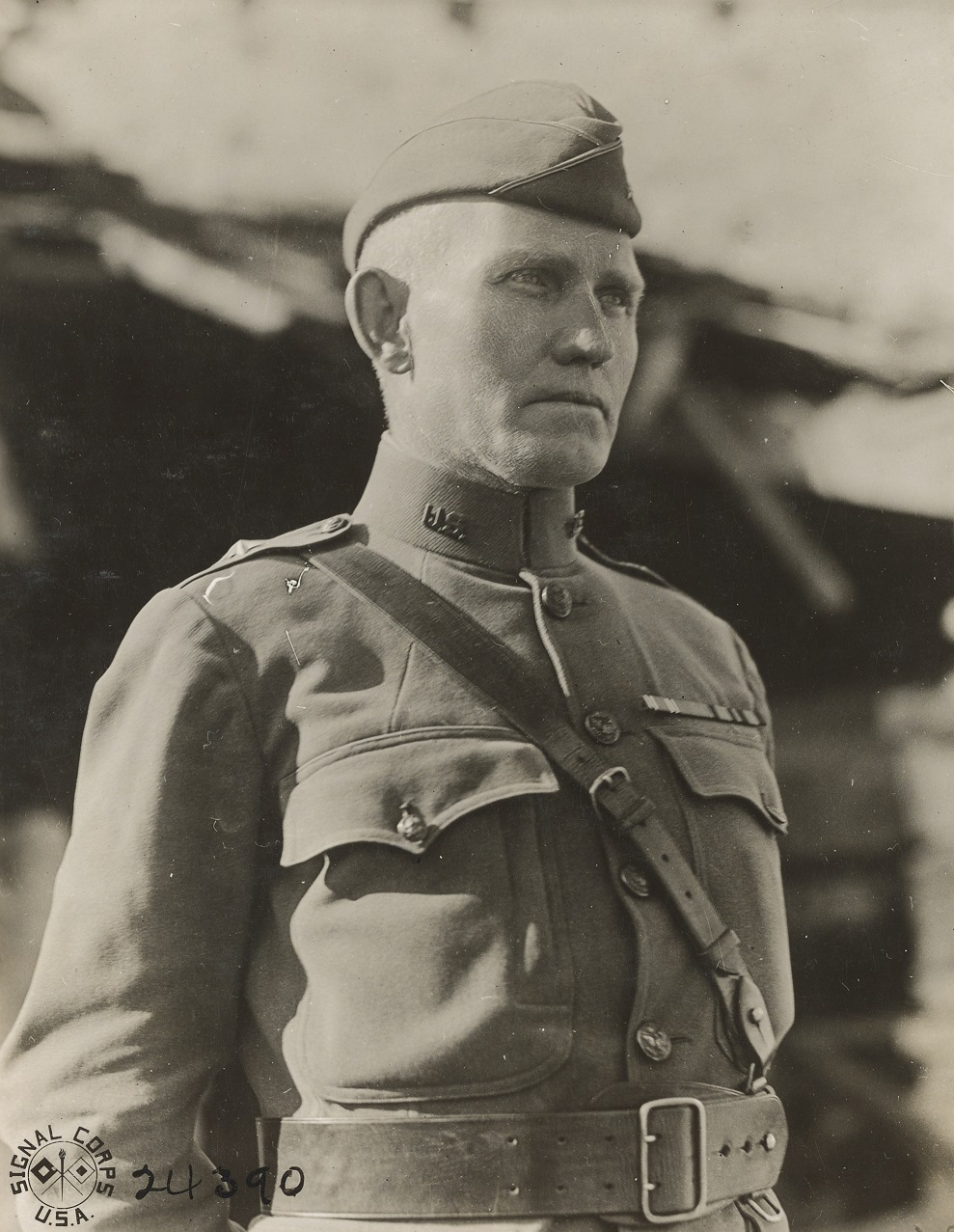
Ewing E. Booth (1918)

Ewing E. Booth (* 28. Februar 1870 in Bowers Mill, Missouri; † 19. Februar 1949 in Chevy Chase, Montgomery County, Maryland) war ein Generalmajor der United States Army. Er war unter anderem Kommandeur der 1. US-Kavalleriedivision.
Ewing Booth begann seine militärische Laufbahn im Jahr 1893 als einfacher Soldat in der Colorado National Guard. Während des Spanisch-Amerikanischen Kriegs war er Hauptmann in einer Freiwilligeneinheit aus Colorado (1st Colorado Volunteer Infantry). Zwischen Juli 1899 und März 1901 diente er in der 36th United States Volunteer Infantry. Im Jahr 1901 wurde er als Leutnant in das Offizierskorps der regulären Armee aufgenommen und der Kavallerie zugeteilt. In der Armee durchlief er anschließend alle Offiziersränge vom Leutnant bis zum Zwei-Sterne-General.
Im Lauf seiner militärischen Karriere absolvierte Booth verschiedene Kurse und Schulungen. Dazu gehörten unter anderem die Infantry and Cavalry School (1903) und das Command and General Staff College (1905). In seinen jüngeren Jahren absolvierte er den für Offiziere in den niederen Rangstufen üblichen Dienst in verschiedenen Einheiten und Standorten in den Vereinigten Staaten. Er war zwischen 1901 und 1904 und nochmals von 1905 bis 1915 beim 7. Kavallerieregiment. Dazwischen war er in den Jahren 1904 und 1905 als Hauptmann beim 10. Kavallerieregiment, das in den Mannschaftsdienstgraden aus Soldaten afroamerikanischer Herkunft bestand. In den Jahren 1912 bis 1915 gehörte Booth zum Stab von General J. Franklin Bell. Danach war er bis 1917 beim 1. Kavallerieregiment.
Im Jahr 1917 wurde Ewing Booth für einige Zeit Stabschef beim Eastern Department. Während des Ersten Weltkriegs war er zunächst Stabschef bei der damals neuaufgestellten 77. Infanteriedivision. Im Jahr 1918 erhielt er das Kommando über die 8. Infanteriebrigade, die der 4. Infanteriedivision unterstand. In der Folge war er an mehreren Schlachten beteiligt. Dazu gehörten auch die Schlacht an der Marne, die Schlacht von St. Mihiel und der Beginn der Maas-Argonnen-Offensive.
Im Jahr 1919 war Ewing Booth Stabsoffizier zunächst für Personal und dann für Nachschub beim Hauptquartier der in Europa verbliebenen Truppen. Zwischen Januar und Juni 1920 war er in Armenien stellvertretender Kommandeur der dort stationierten alliierten Truppen. Anschließend gehörte er bis 1923 zum Stab der General Service Schools, ab 1921 als einer der Direktoren. In der Folge kommandierte er zwei Kavalleriebrigaden. Im Jahr 1924 erreichte er mit seiner Beförderung zum Brigadegeneral die Generalsränge. Anschließend war er von 1925 bis 1927 Leiter der Cavalry School in Fort Riley. Danach leitete er bis 1930 die Stabsabteilung G4 (Logistik und Nachschub) im Kriegsministerium. Zwischen Dezember 1930 und März 1932 hatte Booth das Kommando über die 1. Kavalleriedivision. Nachdem er dieses Kommando an Walter C. Short übergeben hatte, wurde Booth zum neuen Kommandeur der amerikanischen Bodentruppen auf den Philippinen ernannt (Commander, Philippine Department). Dieses Amt bekleidete er bis 1933. Am 28. Februar 1934 schied er aus dem aktiven Militärdienst aus.
Ewing Booth verbrachte den ersten Teil seines Lebensabends in Los Angeles. Nach dem Tod seiner Frau Elizabeth Williams (1870–1943) zog er nach Chevy Chase in Maryland, wo er am 19. Februar 1949 verstarb. Er wurde auf dem amerikanischen Nationalfriedhof Arlington beigesetzt.

## Orden und Auszeichnungen
Ewing Booth erhielt im Lauf seiner militärischen Laufbahn unter anderem folgende Auszeichnungen:
- Army Distinguished Service Medal
- Spanish War Service Medal
- Croix de Guerre (Frankreich)
- Orden der Ehrenlegion
- Philippine Congressional Medal (Philippinen)